# Sparkassenzeitung (Deutschland)
Die Sparkassenzeitung (Eigene Schreibweise mit Binnenmajuskel: SparkassenZeitung) wird vom Deutschen Sparkassen- und Giroverband herausgegeben. Sie richtet sich an alle Mitarbeiter, vom Vorstand bis zum Azubi der Mitgliedsinstitute der Sparkassen-Finanzgruppe. Die SparkassenZeitung versteht sich in erster Linie als tagesaktuelles Online-Medium (sparkassenzeitung.de), es steht ebenfalls eine App zur Verfügung; die Printausgabe erscheint monatlich.
Die Zeitung behandelt hauptsächlich Themen aus der Sparkassen-Finanzgruppe sowie aus Politik und Wirtschaft. Das Portal sparkassenzeitung.de enthält zudem einen Stellenmarkt sowie einen Terminkalender mit Veranstaltungen aus der Sparkassen-Finanzgruppe. Im Online-Portal sparkassenzeitung.de sind neben der SparkassenZeitung drei Fachmedien zugänglich, die sich an unterschiedliche Zielgruppen richten:
- Das Managermagazin SPARKASSE: Es versteht sich als Strategiemagazin für die oberen Führungskräfte und Manager der Sparkassen-Finanzgruppe. Das Magazin berichtet über Strategien und Managementkonzepte der führenden Köpfe der Sparkassen-Finanzgruppe, über Marktchancen, politische Rahmenbedingungen und Aktivitäten der Wettbewerber.

- Die Betriebswirtschaftlichen Blätter (BBL): Fachmedium für Unternehmensführung in der Sparkassen-Finanzgruppe; wendet sich an Fach- und Führungskräfte der Gruppe u. a. in Betriebsorganisation, EDV, Rechnungswesen, Controlling.

- Vorstand Direkt: Versteht sich als exklusiver Online-Informationskanal für die Vorstände der Sparkassen mit Kurzinfos, internen Informationen, Argumentationen, Stellungnahmen und Analysen zu sparkassenpolitischen und Marktthemen.
- Weitere Kanäle werden sukzessive integriert. Damit ist die SparkassenZeitung die zentrale Informationsquelle in der Sparkassen-Finanzgruppe.